# Lucien Wangba
Lucien Wangba (* 8. Mai 1993) ist ein kamerunischer Leichtathlet, der sich auf den Diskuswurf spezialisiert hat.

## Sportliche Laufbahn
Erste internationale Erfahrungen sammelte Lucien Wangba im Jahr 2024, als er bei den Afrikameisterschaften in Douala mit einer Weite von 48,67 m den achten Platz belegte.
In den Jahren 2021, 2023 und 2024 wurde Wangba kamerunischer Meister im Diskuswurf.